# Xavier Darcos

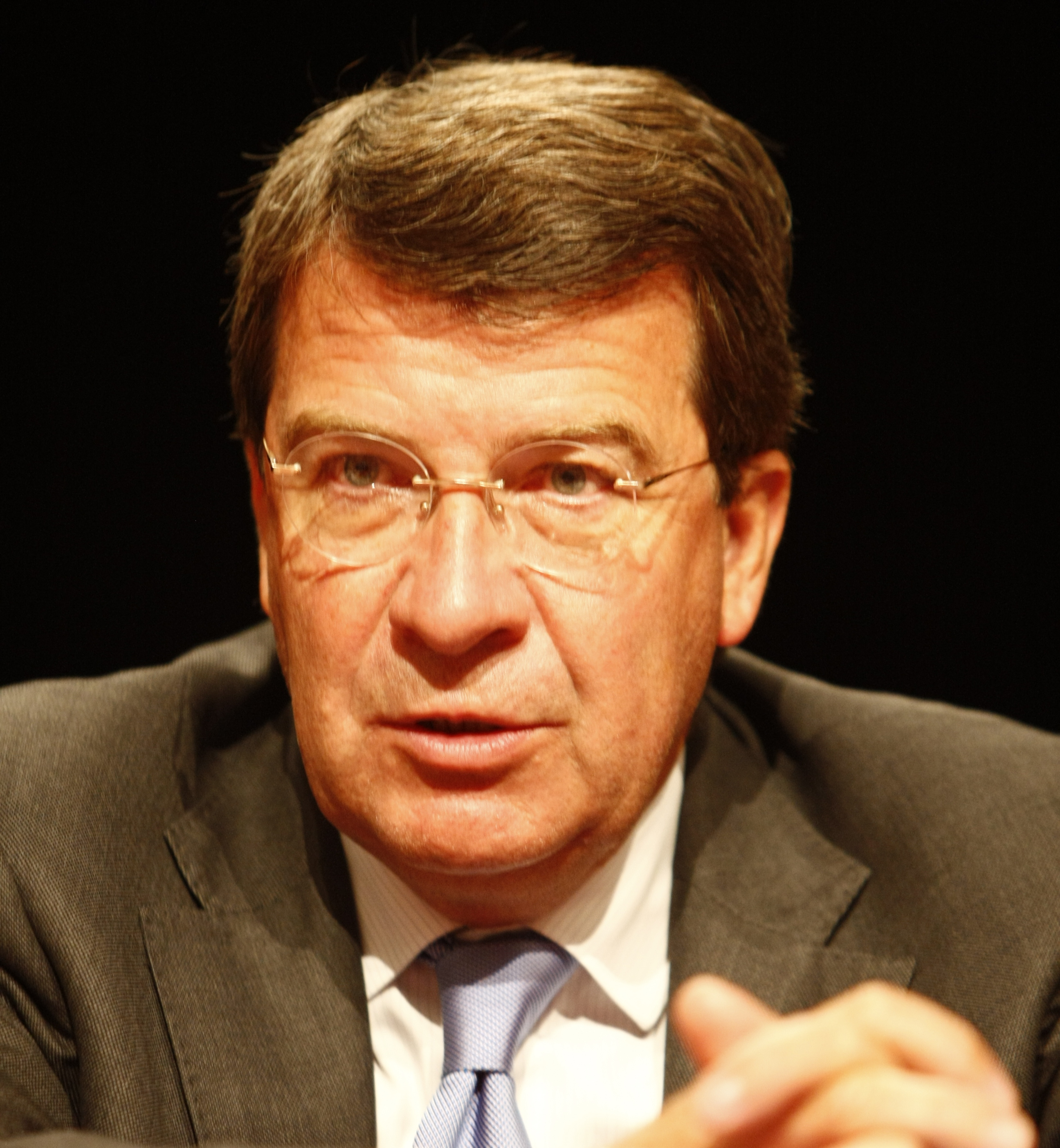
Xavier Darcos

Xavier Darcos (Limoges, 14 juli 1947) is een Frans latinist en diplomaat en voormalig ambtenaar, burgemeester, senator en minister. Hij werd in 2013 lid van de Académie française.

## Levensloop
Xavier Darcos was een zoon van de ambtenaar Darcos (trésorier-payeur général).
Hij trouwde met Marie-Lys Beaudry, met wie hij twee kinderen had. Na haar overlijden hertrouwde hij in 1999 met Laure Driant, met wie hij een zoon had. Zij was zijn medewerkster in zijn functies van senator en minister en werd vervolgens zelf senator.
Na studies aan het lyceum van Périgueux en aan de Universiteit van Bordeaux, bekwam hij het aggregaat in de klassieke talen. Vanaf 1968 was hij leraar aan het Lyceum Laure-Gatet in Périgueux.
In 1981 promoveerde hij tot doctor in de letteren aan de Universiteit van Bordeaux. Van 1982 tot 1987 was hij leraar aan het Lyceum Michel-Montaigne in Bordeaux en van 1987 tot 1992 hoogleraar aan het Lyceum Louis-le-Grand in Parijs. In 1992 werd hij hoofdinspecteur op het ministerie van Onderwijs.
In 1995 promoveerde hij een tweede maal tot doctor aan de Universiteit van Reims, met een thesis gewijd aan het thema van de dood bij Ovidius.
Hij werd vervolgens deken van de hoofdinspecteurs op het ministerie van Onderwijs (1995-1998) en werd hoogleraar in vergelijkende letterkunde (1996-1999 en 2005-2007) aan de Universiteit Paris IV-Sorbonne.
Xavier Darcos was ook amateur organist en voorzitter van de Vereniging voor de ontwikkeling van de muziek in de Dordogne (1972 à 1980). Hierdoor werd hij lid van de Conseil économique et social voor de regio Aquitaine (1975-1995). In 1969 werd hij bekroond door de Fondation de l'avenir-Sylvain Floirat, als erkenning van zijn acties voor de restauratie van de orgels in de Périgord.
Na lokale politieke mandaten te hebben bekleed werd hij op nationaal niveau politiek actief:
- Raadsheer (1993) en kabinetsdirecteur (1994-1995) bij de minister van Nationale Opvoeding François Bayrou.
- Raadsheer voor opvoeding en cultuur bij eerste minister Alain Juppé (1995-1997).
- In 1987 maire-adjoint in Périgueuwx, werd hij maire in deze stad vanaf januari 1997 tot aan de verkiezingen van 2008.
- In 1998 werd hij verkozen tot senator voor de Dordogne en in 2001 werd hij vice-voorzitter voor de Senaatscommissie voor cultuur.
- Hij werd minister van onderwijs (mei 2002 - maart 2004).
- Hij werd minister voor ontwikkelingssamenwerking en voor francofonie (maart 2004 - juni 2005).
- Hij werd ambassadeur, permanent vertegenwoordiger van Frankrijk bij de OESO (juni 2005 - mei 2007).
- Op 18 mei 2007 werd hij minister van Nationale Opvoeding.
- Op 23 juni 2009 werd hij minister van Arbeid en Sociale Voorzorg.
- Op 9 juni 2010 werd hij ambassadeur belast met de buitenlandse culturele politiek en werd voorzitter van het Institut Français.
- In 2015 werd hij ambassadeur voor de uitstraling van de Franse taal in de wereld.

## Academies
In juni 2006 werd Darcos verkozen tot lid van de Académie des sciences morales et politiques. Hij was er vast secretaris van 2011 tot 2016.
In juni 2013 werd hij verkozen tot lid van de Académie française en op 12 februari 2015 werd hij officieel geïnstalleerd.
Op 1 januari 2018 werd hij kanselier van het Institut de France.

## Publicaties

### Schoolboeken
- Le XIXième siècle en littérature, Parijs, Hachette, 1986.
- Le XVIIIième siècle en littérature, Parijs, Hachette, 1986.
- Le XVIIième siècle en littérature, Parijs, Hachette, 1987.
- Le Moyen Âge et le XVIième siècle en littérature, Parijs, Hachette, 1987.
- Le XXième siècle en littérature, Parijs, Hachette, 1989.
- Essais et textes littéraires, 2 volumes, Rome, Pretini Editore, 1993.

### Essays
- Candide, Parijs, Hachette, 1989, (talrijke heruitgaven).
- Zadig, Parijs, Hachette, 1990, (talrijke heruitgaven).
- Phèdre, Parijs, Hachette, 1991, (talrijke heruitgaven).
- Visiter Périgueux, Sud-Ouest, 2000 (talrijke heruitgaven).
- L'Orgue de l'église de la Cité, à Périgueux, Uitg. Fanlac, 1989.
- Histoire de la littérature française, Parijs, Hachette, 1992 (talrijke heruitgaven).
- Prosper Mérimée, Parijs, Flammarion, 1998, ISBN 978-2-0806-7276-6.
- L’Art d’apprendre à ignorer, Parijs, Plon, 2000 ISBN 2-259-19349-8.
- Mérimée, amateur et prophète, Connaissance des Arts, 2003.
- Lettre à tous ceux qui aiment l'école (samen met L. Ferry en C. Haigneré), Parijs, Odile Jacob, 2003.
- Mérimée, Parijs, La Table ronde, 2004, ISBN 2710326663.
- Deux voix pour une école (samen met Philippe Meirieu), Parijs, Desclée de Brouwer, 2003 & 2007, ISBN 9-782220-053707.
- L’École de Jules Ferry (1880-1905), Parijs, Hachette, 2005, ISBN 9-782012-357204
- Peut-on faire confiance aux historiens ?, Parijs, PUF, 2006.
- L’État et les Églises, Parijs, Odile Jacob, 2006, ISBN 2-7381-1817-8.
- Tacite: ses vérités sont les nôtres, Parijs, Plon, 2007, ISBN 978-2-259-20261-9.
- Bruno Neveu (1936-2004), Parijs, Institut de France, 2007.
- La escuela republicana en Francia, Prensas universitarias de Zaragoza, 2008, ISBN 978-84-92521-38-8.
- René Haby par lui-même, INRP, 2009, ISBN 2-7342-1100-9.
- L'école forme-t-elle encore des citoyens ?, samen met Aurélie Filippetti, Forum Libération de Grenoble, 2008.
- Peut-on améliorer l'école sans dépenser plus? (samen met Vincent Peillon), Magnard, 2009, ISBN 978-2210747852.
- Ovide et la mort, Parijs, PUF, 2009, ISBN 978-2-13-057818-5.
- Une anthologie historique de la poésie française, Parijs, PUF, 2010,ISBN 978-2-13-058506-0.
- Dictionnaire amoureux de la Rome antique, Parijs, Plon, 2011, ISBN 978-2-2592-1245-8.
- La Poésie française, Uitg. Eyrolles, coll. « Mes passions », 2012, ISBN 978-2-212-55533-2.
- Histoire de la littérature française, Parijs, Hachette, 2013, ISBN 978-2-01-160932-8
- Oscar a toujours raison, Parijs, Plon, 2013, ISBN 978-2-259-21069-0.
- Auguste et son siècle, Artlys, 2014, ISBN 978-2-85495-578-1.
- Jean-Pierre Angrémy, dit Pierre-Jean Remy, Parijs, Institut de France, 2015.
- Dictionnaire amoureux de l'École, Parijs, Plon, 2016, ISBN 978-2-259-227599.
- Virgile, notre vigie, Parijs, Arthème Fayard, 2017, ISBN 978-2-213-70457-9
- Dictionnaire amoureux de la Rome antique, nieuwe versie, Parijs, Perrin, coll. Tempus, 2018, ISBN 978-2-262-07696-2.